# Dragmacidon tuberosum
Dragmacidon tuberosum är en svampdjursart som först beskrevs av Topsent 1928.  Dragmacidon tuberosum ingår i släktet Dragmacidon och familjen Axinellidae.
Artens utbredningsområde är Kap Verde. Inga underarter finns listade i Catalogue of Life.